# Prémios da Academia Britânica de Cinema
Os Prémios da Academia Britânica de Cinema, do inglês British Academy Film Awards, mais conhecido pela abreviatura BAFTA Film Awards, são prêmios atribuídos anualmente pela Academia Britânica de Cinema e Televisão (abreviado BAFTA) para homenagear as melhores contribuições britânicas e internacionais para as artes cinematográficas. 
Entre 2008 e 2016, a cerimónia foi realizada no centro de Londres no Royal Opera House. A sua 72.ª edição foi realizada em 10 de fevereiro de 2019, no Royal Albert Hall.

## História
A Academia Britânica de Cinema e Televisão foi fundada em 1947 como a Academia de Cinema Britânica, por David Lean, Alexander Korda, Carol Reed, Charles Laughton, Roger Manvell e outros. Em 1958, a Academia se fundiu com a Guild of Television Producers e Directors para formar The Society of Film and Television, que se tornou a Academia Britânica de Cinema e Televisão em 1976.
A BAFTA afirma que o seu propósito de caridade é "apoiar, desenvolver e promover as formas de arte da imagem em movimento, através da identificação e recompensar a excelência, inspirar os profissionais e beneficiar o público". Além de cerimônias de premiação de alto nível, a BAFTA executa um programa durante todo o ano de eventos educacionais, incluindo exibições de filmes e noites de tributo. O BAFTA é apoiado por uma associação de cerca de 6 000 pessoas das indústrias de cinema, televisão e videogame.
Os prêmios da Academia representam uma máscara teatral projetada pelo escultor americano Mitzi Cunliffe, que foi encomendada pela Guild of Television Producers em 1955.

## Cerimônia anual

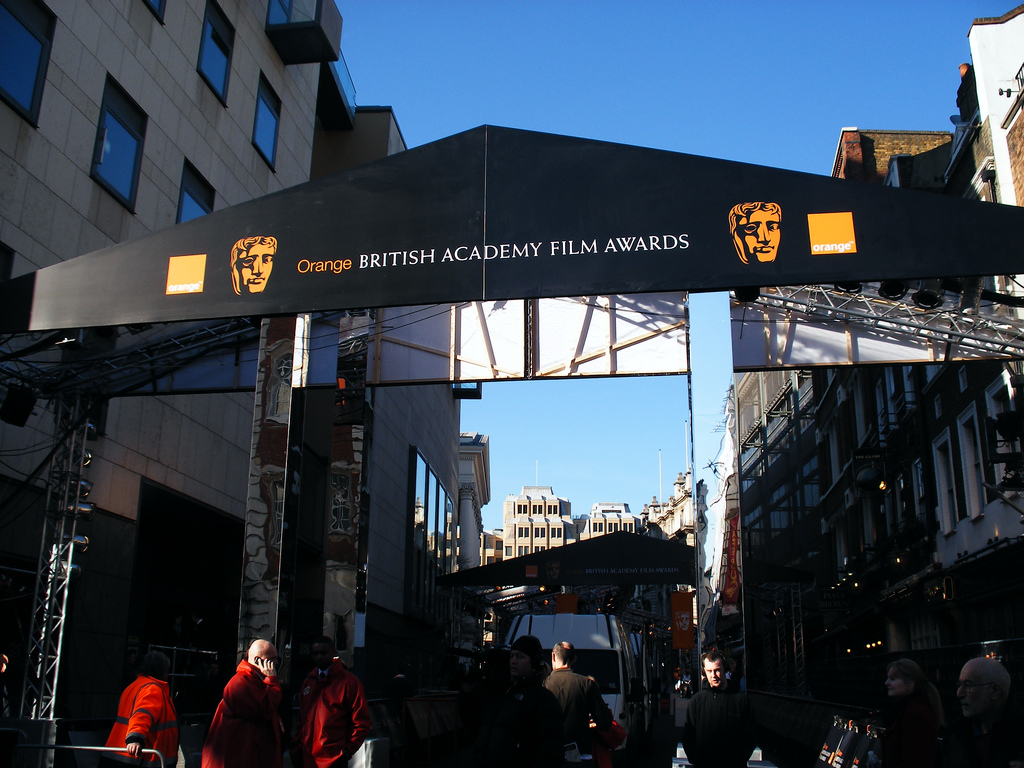
BAFTA em 2008

A cerimônia antes era realizada em abril ou maio, mas desde 2002 ocorre em fevereiro, antes dos Prêmios Óscar. Os prêmios estão na maior parte abertos a todas as nacionalidades, embora haja um prêmio de Melhor Filme Britânico e o de Melhor Estréia de um Escritor, Produtor ou Diretor Britânico. Somente filmes do Reino Unido são elegíveis para as categorias de Melhor Curta-Metragem Britânica e de Melhor Curta Metragem de Animação Britânica.
A cerimônia de premiação é transmitida pela televisão britânica, pela BBC One, e em todo o mundo, por exemplo, é mostrado na BBC America nos Estados Unidos. Foi transmitida em cores desde 1970.

### Local
A cerimônia de premiação acontece em Londres, Reino Unido. De 2000 a 2007, as cerimónias tiveram lugar no emblemático cinema Odeon em Leicester Square. Entre 2008 e 2016, as cerimónias tiveram lugar no Royal Opera House. A 70ª edição do prêmio BAFTA em 2017 foi realizada no Royal Albert Hall.

## Categorias
- Melhor filme
- Melhor filme britânico (Prêmio Alexander Korda)
- Melhor filme em língua não inglesa
- Melhor filme de animação
- Melhor documentário
- Melhor curta-metragem britânico
- Melhor curta-metragem de animação
- Melhor diretor (em memória de David Lean)
- Melhor atriz
- Melhor ator
- Melhor atriz secundária
- Melhor ator secundário
- Melhor ator/atriz em ascensão
- Melhor roteiro original
- Melhor roteiro adaptado
- Melhor banda sonora
- Melhor cinematografia
- Melhor montagem
- Melhor figurino
- Melhor direção de arte
- Melhor som
- Melhores efeitos visuais
- Melhor maquiagem e caracterização
- Melhor escolha de elenco

## Prémios retirados
- Melhor revelação em papel principal (1952–1984)
- Melhor argumento (1969–1983)
- Melhor argumento britânico (1955–1968)
- Melhor ator britânico (1952–1967)
- Melhor ator estrangeiro (1952–1967)
- Melhor atriz britânica (1952–1967)
- Melhor atriz estrangeira (1952–1967)

## Outras premiações (não-competitivas)
- BAFTA Academy Fellowship Award (desde 1971)
- BAFTA Outstanding British Contribution to Cinema Award